# Рёль, Беттина
Беттина Рёль (нем. Bettina Röhl; род. 21 сентября 1962, Гамбург, ФРГ) — немецкая журналистка и писательница. Известна публикациями о леворадикальных группах в Германии в 1970-х. Дочь Ульрики Майнхоф, центральной фигуры «Фракции Красной армии».

## Биография
Беттина Рёль родилась в 1962 году в семье леворадикальной политической активистки и журналистки Ульрики Майнхоф и Клауса Райнера Рёля, издателя журнала konkret. У неё была сестра-близнец Регина. Они жили в Гамбурге. В 1968 году родители Беттины развелись, после чего мать забрала сестёр в Берлин. В том же году их зачислили в частное учебное заведение Königin-Luise-Stiftung в Далеме.
В марте 1970 года Майнхоф организовала вооружённое освобождение Андреаса Баадера, после чего скрывалась от полиции. Опеку над дочерями получил отец. После этого друзья Майнхоф из «Фракции Красной армии» похитили девочек из пансиона и перевезли их в лагерь беженцев на Сицилии. В дальнейшем их должны были отправить в партизанский лагерь на Ближнем Востоке. Однако через четыре месяца бывший редактор konkret Штефан Ауст выкрал детей и вернул их отцу.
В 1972 году Майнхоф была арестована и приговорена к 8 годам заключения. В 1976 году она скончалась, по официальной версии в результате самоубийства. Многие историки и активисты ставили под сомнение версию самоубийства и считали, что Майнхоф была убита. Впрочем, Беттина заявила, что не верит в теорию убийства матери. В конце 2002 года Рёль рассказала, что мозг её матери не был захоронен, а вместо этого был извлечен во время вскрытия для проведения научных опытов без согласия родственников. Практически сразу после этого комиссия по этике запретила профессорам проводить дальнейшие исследования мозга Майнхоф или публиковать результаты уже проведенных исследований, а прокуратура Штутгарта потребовала вернуть остатки мозга родственникам погибшей. 22 декабря 2002 года мозг Майнхоф был захоронен вместе с другими её останками на кладбище в Мариендорфе.
В 1982 году Беттина Рёль окочнила Кристианиум, после чего изучала германистику в Гамбургском университете. В дальнейшем работала журналисткой в таких изданиях, как Vogue, Hamburger Abendblatt, Der Spiegel и Cicero.
Рёль критически отзывалась о леворадикальных активистах и студенческом движении в ФРГ и Западном Берлине 1960-х. Хорст Малер заявил, что Беттиной движет лишь обида на мать. В 2001 году Рёль обнародовала доказательства причастности министра иностранных дел Германии Йошки Фишера к насилию над полицейским в 1973 году. После этого Рёль направила открытое письмо президенту Йоханнесу Рау, в котором заявила о намерении выдвинуть обвинение в покушении на убийство против Фишера. Действия Рёль подверглись критике, в частности в контексте её происхождения.
Рёль опубликовала несколько книг, в том числе о своей матери и о «Фракции Красной армии». Она несколько раз выступала с критикой современного феминизма и квир-теории.